# Hassan
Hassan oder auch Hasan (arabisch حسن; Aussprache: ['ħasan]) ist ein gebräuchlicher arabischer Vorname, bekannt durch Hasan ibn Ali, den Enkel des islamischen Propheten Mohammed. Hassan wird auch als Nachname verwendet.

## Herkunft und Bedeutung
Hassan bedeutet gut, stark, mildtätig.
Die übliche lateinische Umschrift des Namens mit zwei S kann auch einem anderen, selteneren von derselben Wurzel (ħ-s-n) abgeleiteten Namen, [ħas'sa:n] (arabisch حسان ‚der sehr Gute, der sehr Schöne‘), entsprechen. Diese letztere Form (etwa im Stammesnamen Bani Hassan) ist in formaler und semantischer Hinsicht die Steigerung der ersten. Zur Unterscheidung beider Namen wird der auf die Steigerung zurückgehende in Lateinschrift manchmal Hassân oder Hassān geschrieben. Andererseits wird Hassan mitunter nur mit einem S geschrieben, wie es etwa in der türkischen Orthographie üblich ist. Die Unterscheidung beider Namen ist in Lateinschrift meist nicht erkennbar. Der Name kommt im islamischen Kulturkreis, auch außerhalb des arabischen Sprachraums, häufig vor.
Ein Diminutiv von Hassan ist Hussein. Von derselben Wurzel (ħ-s-n) sind auch die Namen Tahsin, Muhsin und Husni abgeleitet, die wiederum in unterschiedlichen lateinschriftlichen Varianten vorliegen.

## Namensträger

### Herrscher
- Hasan ibn Ali (625–670), Enkel von Mohammed und 2. Imam der Schiiten und Aleviten
- Hassan ibn an-Numan († 705), arabischer Statthalter in Ifriqiya
- Hasan al-Askari (846–874), elfter Imam nach dem Glauben der Zwölferschiiten (Imamiten)
- Hasan-i Sabbāh (≈1050–1124), Anführer der ismailitischen Assassinen-Sekte
- al-Hassan ibn Ziri († 1168), Herrscher der Ziriden in Tunesien 1121–1152
- Abu l-Hasan († 1351), Sultan der Meriniden in Marokko 1331–1348
- an-Nasir al-Hasan (1334–1361), Sultan der Mamelucken in Ägypten 1347–1361
- Uzun Hasan (1425–1478), Herrscher der turkmenischen Konföderation
- Al Hassan, Herrscher der Hafsiden in Tunesien 1526–1543
- Hassan († 1598), Sultan von Brunei
- Mulai al-Hassan I. (1836–1894), Sultan der Alawiden in Marokko 1873–1894
- Hassan II. (1929–1999), König von Marokko 1961–1999
- Hassan ibn Talal (* 1947), Mitglied des jordanischen Herrscherhauses

### Vorname

#### Hasan
- Hasan Acar (* 1994), türkischer Fußballspieler
- Hasan Ali Acar (* 1985), türkischer Fußballspieler
- Hasan Aksay (* 1947), türkischer General
- Ahmad Hasan al-Bakr (1914–1982), irakischer Premierminister
- Umar Hasan Ahmad al-Baschir (* 1944), sudanesischer Staatschef
- Hasan Çelik (* 1968), türkischer Fußballspieler und -trainer
- Hasan Cemal (* 1944), türkischer Journalist und Schriftsteller
- Hasan Okan Gültang (* 1972), türkischer Fußballspieler und -trainer
- Hasan Hanafi (1935–2021), ägyptischer Philosoph
- Hasan Kaşıkara (* 1995), türkischer Fußballspieler
- Hasan Piker (* 1991), US-amerikanischer Webvideoproduzent
- Hasan Salihamidžić (* 1977), bosnischer Fußballspieler
- Hasan Sarı (* 1956), türkischer Fußballtrainer
- Hasan Ahmet Sarı (* 1992), türkischer Fußballspieler
- Hasan Şaş (* 1976), türkischer Fußballspieler
- Hasan Üçüncü (* 1980), türkischer Fußballspieler

#### Hassan
- Hassan Gouled Aptidon (1916–2006), Staatspräsident Dschibutis
- Hassan Dahir Aweis (* 1945), somalischer Politiker
- Hassan Fathy (1900–1989), ägyptischer Architekt
- Hassan Lazouane (* 1958), deutsch-marokkanischer Schauspieler
- Hassan Nasrallah (1960–2024), libanesischer Politiker (Hisbollah)
- Hassan Rohani (* 1948), islamischer Geistlicher und iranischer Staatspräsident
- Ali Hassan Salameh (1941–1979), palästinensischer Terrorist

### Familienname

#### Hasan
- Abdul Rashid al-Hasan (* 1959), pakistanischer Hockeyspieler
- Abu al-Hasan (1589–≈1630), mogulischer Maler
- Abul Hasan (Dichter) (1947–1975), pakistanischer Dichter und Journalist
- Ahmad Hasan (Ahmad Ghulum Askar Hasan, auch Ahmad Askar; * 1961), kuwaitischer Fußballspieler
- Aitizaz Hasan (1998/99–2014), pakistanischer Schüler, der bei einem Selbstmordattentat starb
- Al-Qāsim ibn al-Ḥasan (667–680), Sohn von al-Hasan ibn Ali und Ramlah
- Ali Hasan (Fechter) (Ali Hasan Muhammad al-Wuthini; * 1965), kuwaitischer Fechter
- Ali Hasan (Fußballspieler) (Ali Hasan Saeed Hasan Ali Isa; * 1996), bahrainischer Fußballspieler
- Ali al-Hasan (* 1973), kuwaitischer Wasserspringer
- Alkomiet Hasan, deutscher Psychiater, Psychotherapeut und Hochschullehrer
- Fairoz Hasan (* 1988), singapurischer Fußballspieler
- Galit Hasan-Rokem (* 1945), finnisch-israelische Folkloristin
- Hasli Amir Hasan (* 1977), malaysischer Sportschütze
- Ibrahem al-Hasan (* 1986), kuwaitischer Tischtennisspieler
- Jahid Hasan (* 1987), bengalischer Fußballspieler
- Jamil Uddin Hasan († 2014), pakistanischer Diplomat
- Jassim Hasan (* 1989), kuwaitischer Skirennläufer
- Mahedi Hasan (* 1994), bangladeschischer Cricketspieler
- Malik Dohan al-Hasan (* 1920), irakischer Politiker
- Mehdi Hasan (Medienhistoriker) (1937–2022), pakistanischer Medienhistoriker und Journalist
- Mehdi Hasan (Journalist) (* 1979), britischer Journalist, Autor und politischer Kommentator
- Mehdi Hasan (Cricketspieler) (* 1990), indischer Cricketspieler
- Mehedi Hasan (* 1994), bangladeschischer Fußballspieler
- Mohamad Hasan (1920–2005), indonesischer Polizeioffizier und Diplomat
- Mohamad Al Hasan (* 1988), syrischer Fußballspieler
- Munir Hasan, bangladeschischer Pädagoge, IKT-Lehrbuchautor, Autor
- Nazia Hassan (1965–2000), britisch-pakistanische Sängerin
- Nidal Malik Hasan (* 1970), US-amerikanischer Militärpsychiater
- Nurul Hasan (Politiker) (1921–1993), indischer Politiker
- Nurul Hasan (Cricketspieler) (* 1993), bangladeschischer Cricketspieler
- Omar Hasan (* 1971), argentinischer Rugby-Union-Spieler
- Raihan Hasan (* 1994), bengalischer Fußballspieler
- Robiul Hasan (* 1999), bangladeschischer Fußballspieler
- Sajjadul Hasan (1978–2007), bengalischer Cricketspieler
- Suhail al-Hasan (* 1970), syrischer Brigadegeneral
- Tanzid Hasan (* 2000), bangladeschischer Cricketspieler
- Tanzim Hasan Sakib (* 2002), bangladeschischer Cricketspieler
- Tayyaba Hasan, pakistanisch-US-amerikanische Dermatologin
- Yousif Saeed Hasan (* 1987), irakischer Fußballschiedsrichter

#### Hassan

##### A
- Abbas Hassan (* 1985), schwedischer Fußballspieler
- Abdelkarim Hassan (* 1993), katarischer Fußballspieler
- Abdikassim Salat Hassan (* 1941), somalischer Politiker
- Abdirahman Saeed Hassan (* 1997), katarischer Leichtathlet
- Abdullah Hassan (* 1985), katarischer Tennisspieler
- Abdullahi Hassan (* 2002), kanadischer Mittelstreckenläufer
- Ahmed Hassan (Fußballspieler, 1975) (* 1975), ägyptischer Fußballspieler
- Ahmed Hassan (Fußballspieler, 1993) (Ahmed Hassan Mahgoub; * 1993), ägyptischer Fußballspieler
- Ahmed Hassan Farag (* 1982), ägyptischer Fußballspieler
- Ahmed Salem Hassan, ägyptischer Radrennfahrer
- Aishath Himna Hassan (* 2002), maledivische Sprinterin
- Alaaeddin Hasan (Alaaeddin Mohammed Salama Hasan, * 2000), palästinensischer Fußballspieler
- Ali Hassan (* 20. Jahrhundert), kanadischer Comedian
- Ali al-Hassan (* 1997), saudi-arabischer Fußballspieler
- Ali Idow Hassan (* 1998), somalischer Leichtathlet
- Ashraf Abou El-Hassan (* 1975), ägyptischer Volleyballspieler

##### B
- Basant Hassan (* 1993), ägyptische Hochspringerin
- Bashir Hassan (* 1983), schwedischer Boxer
- Benjamin Hassan (* 1995), deutsch-libanesischer Tennisspieler
- Blnd Hassan (* 2003), irakisch-niederländischer Fußballspieler

##### C
- Corey Hassan (* 1987), US-amerikanischer Basketballspieler

##### D
- Dorranai Hassan (* 2000), deutsch-afghanische Fußballspielerin

##### E
- El-Tahir El-Haj Hassan (* 1985), sudanesischer Fußballspieler

##### F
- Fuad Hassan (1929–2007), indonesischer Politiker

##### H
- Haisham Hassan (* 1999), maledivischer Fußballspieler
- Hamad Hassan (* 1969), libanesischer Politiker
- Hani al-Hassan (1939–2012), palästinensischer Politiker
- Hasmawi Hassan (* 1980), malaysischer Fußballspieler
- Hasna Hassan Ali, dschibutische Politikerin
- Hossam Hassan (Fußballspieler, 1966) (* 1966), ägyptischer Fußballspieler
- Hossam Hassan (Fußballspieler, 1989) (* 1989), ägyptischer Fußballspieler
- Houssein Omar Hassan (* 1977), dschibutischer Leichtathlet

##### I
- Ibrahim Hassan (* 1966), ägyptischer Fußballspieler
- Ibrahim Waheed Hassan (* 1995), maledivischer Fußballspieler
- Islam Hassan (* 1988), ägyptischer Handballspieler
- Ismael Hassan (* 1966), dschibutischer Leichtathlet
- Ismail Ahmed Kader Hassan (* 1987), dschibutischer Fußballspieler
- Issa Hassan (* 1970), kurdischer Musiker

##### J
- Jafar Hassan (* 1968), jordanischer Premierminister
- Jalal Hassan (Jalal Hassan Hachem; * 1991), irakischer Fußballspieler
- Jamal Abdi Hassan (* 1972), katarischer Leichtathlet
- Jarmila Hassan Abdel Wahab (1917–1996), tschechische Sopranistin
- Joshua Abraham Hassan (1915–1997), gibraltischer Politiker

##### K
- Kadra Ahmed Hassan (* 1973), dschibutische Politikerin
- Kamarulzaman Haji Hassan (* 1979), malaysischer Fußballtorhüter
- Karen Hassan (* 1981), nordirische Schauspielerin

##### L
- Lailin Abu Hassan (* 1970), malaysischer Hockeyspieler

##### M
- Maggie Hassan (* 1958), US-amerikanische Politikerin
- Magid Mohammed Hassan (* 1985), katarischer Fußballspieler
- Mahader Hassan (* 1957), singapurischer Tennisspieler
- Mahmoud Hassan (Ringer) (1919–1998), ägyptischer Ringer
- Mahmoud Hassan (Fußballspieler) (* 1943), ägyptischer Fußballspieler
- Mahmoud Hassan Pasha (* 1893), ägyptischer Jurist und Diplomat
- Mahmoud Ibrahim Hassan (* 1994), ägyptischer Fußballspieler, siehe Trezeguet (Fußballspieler)
- Margaret Hassan (1945–2004), irisch-irakische Hilfsorganisatorin
- Margret Hassan (* 1997), südsudanesische Sprinterin
- Mariem Hassan (1958–2015), saharauische Sängerin
- Mehdi Hassan (1927–2012), pakistanischer Sänger
- Misbahul Hassan, pakistanischer Fußballspieler
- Mohamed Hassan (Fußballspieler) (1912–1986), ägyptischer Fußballspieler
- Mohamed Hassan (Boxer) (* 1940), marokkanischer Boxer
- Mohamed Hassan (Schwimmer) (* 1972), ägyptischer Schwimmer
- Mohamed Hassan (Handballspieler) (* 1984), katarischer Handballspieler
- Mohamed Hassan (Tennisspieler) (* 1995), algerischer Tennisspieler
- Mohamed Hassan (Fechter) (* 1997), ägyptischer Fechter
- Mohamed Mehdi Hasan (* 1971), bangladeschischer Leichtathlet
- Mohammed Hassan (Bergträger) (auch Mohammad Hassan; † 2023), pakistanischer Bergträger
- Mohammed Hassan (Fußballspieler) (* 1988), kenianischer Fußballspieler
- Mohammed Abdou Hassan (* 1967), dschibutischer Tennisspieler
- Mohammed Abdullah Hassan (1856–1920), somalischer Scheich und Dichter
- Mohammed Waheed Hassan (* 1953), maledivischer Politiker
- Mohd Robani Hassan (* 1983), malaysischer Hürdenläufer
- Mostafa Amr Hassan (* 1995), ägyptischer Kugelstoßer
- Moulay Hassan (* 2003), marokkanischer Adeliger, Kronprinz von Marokko
- Moumina Houmed Hassan (* 1951), dschibutische Politikerin
- Mozn Hassan (* 1979), ägyptische Feministin und Menschenrechtsaktivistin
- Muhammad Hassan (Diplomat) (* 1963), pakistanischer Diplomat
- Mustafa Hassan (* 1990), dänisch-irakischer Fußballspieler

##### N
- Naadir Hassan, Politiker und Bankier der Seychellen
- Najmul Hassan († 2014), pakistanischer Maler
- Norhisham Hassan (* 1983), malaysischer Fußballspieler
- Nujoom Hassan (* 1996), maledivischer Sprinter

##### O
- Osama Hassan (* 1979), ägyptischer Fußballspieler

##### R
- Rezal Hassan (* 1975), singapurischer Fußballtorhüter
- Riaz Hassan (Soziologe) (1937–2022), australischer Soziologe
- Riaz Hassan (Cricketspieler) (* 2002), afghanischer Cricketspieler
- Rima Hassan (* 1992), französisch-palästinensische Juristin und Politikerin der La France Insoumise (LFI)
- Rosa Yassin Hassan (* 1974), syrische Schriftstellerin
- Roy Hassan (* 1982), israelischer Fußballschiedsrichterassistent

##### S
- Saleh Bourhan Hassan (* 1996), dschibutischer Fußballspieler
- Samia Suluhu Hassan (* 1960), tansanische Politikerin (CCM) und Präsidentin Tansanias
- Samiyah Hassan Nour (* 1999), dschibutische Langstreckenläuferin
- Sana Hassan (* 1955), deutscher Eishockeyspieler
- Selim Hassan (1887–1961), ägyptischer Ägyptologe
- Sherif A. Hassan (1939–2020), ägyptisch-deutscher Phytomediziner
- Sherzad Hassan (* 1951), kurdischsprachiger Autor
- Sifan Hassan (* 1993), äthiopisch-niederländische Leichtathletin
- Steven Hassan (* 1954), US-amerikanischer Pädagoge
- Suhardi Hassan (* 1982), malaysischer Radrennfahrer
- Suldan Hassan (* 1998), schwedischer Leichtathlet
- Suliman Fighi Hassan (1937–2017), libyscher Marathonläufer
- Sumail Hassan (* 1999), pakistanischer E-Sportler
- Sumaya bint al-Hassan (* 1971), jordanische Bildungsmanagerin und Prinzessin aus dem Geschlecht der Haschemiten
- Syed Hassan (* 1976), Fußballspieler von den Turks- und Caicosinseln
- Syed Firdaus Hassan (* 1998), singapurischer Fußballspieler

##### T
- Taher Ali Hassan Ali (* 1954), tansanischer Hockeyspieler
- Tamer Hassan (* 1968), britischer Schauspieler
- Tirana Hassan, australische Juristin und Menschenrechtsaktivistin
- Tuba Hassan (* 2000), pakistanische Cricketspielerin

##### W
- Walid Hassan (≈1959–2006), irakischer Komiker
- Warsama Hassan (* 1999), dschibutischer Fußballspieler
- Wissam al-Hassan (1965–2012), libanesischer Brigadegeneral und Geheimdienstmitarbeiter

##### Y
- Yahya Hassan (1995–2020), dänischer Dichter palästinensischer Herkunft
- Yara Hassan (* 1982), deutsch-syrische Schauspielerin
- Yasmin Farah Hassan (* 1993), dschibutische Tischtennisspielerin
- Yousef Hassan (* 1996), katarischer Fußballtorhüter